# MKB 14
Die schmalspurige Tenderlokomotive MKB 14 der Mindener Kreisbahnen (MKB) war eine Dampflokomotive für den Personenzugbetrieb und wurde von Jung 1914 gebaut. Sie war bis 1952 in Betrieb und wurde dann ausgemustert sowie verschrottet.

## Geschichte
Die Lokomotive war ein Einzelexemplar und mit ihrer Achsfolge von 1’B1’ die einzige meterspurigen Lokomotive dieser Bauart in Deutschland. Die Lokomotive sollte schnellfahrende Personenzüge übernehmen, für die die vorhandenen zweiachsige Lokomotiven nicht mehr geeignet waren.
Die Laufruhe der Lokomotive war sehr gut. 1952 wurde sie abgestellt und 1955 verschrottet.

## Konstruktion
Die Konstruktion mit einem Blechrahmen wurde Max Vogel von der Lokomotivfabrik Jung zugeschrieben. Im Rahmen war die zweite Treibachse fest gelagert. Die vordere Kuppelachse bildete mit der vorderen Laufachse ein Krauss-Helmholtz-Lenkgestell, die hintere Laufachse war als Bisselgestell ausgeführt.
Die Lok besaß einen Kessel mit einer kupfernen Feuerbüchse und Regelarmaturen. Die Steuerung der Dampfmaschine war als Heusinger-Steuerung mit Hängeeisensteuerung und Flachschieber ausgeführt. Gespeist wurde der Kessel von zwei Strahlpumpen von Strube, die Schmierung der Kolben und Schieber wurde durch einen Dampfsichtöler von deLimon ausgeführt. Die Lokomotive war mit einer Saugluftbremse Bauart Körting für den Zug versehen, den erforderlichen Unterdruck erzeugte ein Doppelluftsauger.